# Angela Werner
Angela Werner född 24 mars 1960 är en före detta östtysk handbollsspelare.
Angela Werner spelade för klubblaget SC Leipzig i Oberliga, den högsta ligan i DDR. Med Leipzigs damer vann hon IHF-cupen 1985/1986 och blev DDR-mästare tre gånger 1984, 1988 och 1991. Säsongen 1990/1991 spelade hon 20 matcher för klubben och stod för 72 mål. Hon vann cupen i Östtyskland 1983. Hon spelade också  för DDR:s damlandslag i handboll. Hennes främsta merit blev en bronsmedalj vid världsmästerskapet i handboll för damer 1990. Hon spelade också vid VM 1982 för Östtyskland.